# Tim Mayotte
Timothy "Tim" Mayotte (Springfield, Massachusetts, 3 d'agost de 1960) és un extennista estatunidenc.

## Biografia
Els seus germans grans Chris i John també van ser tennistes però només Chris va arribar al circuit professional i amb molt menys èxit.
Quan es va retirar com a jugador va iniciar la seva carrera com a entrenador de tennis. Fou contractat l'any 2009 per la United States Tennis Association (USTA) com a entrenador de l'equip nacional en el programa de desenvolupament de tennistes joves.

## Jocs Olímpics

### Individual
| Any  | Campionat                          | Oponent        | Resultat           |
| ---- | ---------------------------------- | -------------- | ------------------ |
| 1988 | Jocs Olímpics, Seül, Corea del Sud | Miloslav Mečíř | 6−3, 2−6, 4−6, 2−6 |

## Palmarès: 13 (12−1)

### Individual: 23 (12−11)
| Resultat  | Núm. | Data                   | Torneig                            | Superfície  | Oponent          | Marcador                   |
| --------- | ---- | ---------------------- | ---------------------------------- | ----------- | ---------------- | -------------------------- |
| Finalista | 1.   | 29 de setembre de 1981 | Maui, Estats Units                 | Dura        | Hank Pfister     | 4−6, 4−6                   |
| Finalista | 2.   | 15 de març de 1982     | Estrasburg, França                 | Moqueta (i) | Ivan Lendl       | 0−6, 5−7, 1−6              |
| Finalista | 3.   | 14 de juny de 1982     | Bristol, Regne Unit                | Gespa       | John Alexander   | 3−6, 4−6                   |
| Finalista | 4.   | 9 de juliol de 1984    | Newport, Estats Units              | Gespa       | Vijay Amritraj   | 6−3, 4−6, 4−6              |
| Guanyador | 1.   | 4 de febrer de 1985    | Delray Beach, Estats Units         | Dura        | Scott Davis      | 4−6, 4−6, 6−3, 6−2, 6−4    |
| Finalista | 5.   | 8 d'abril de 1985      | WCT Finals, Dallas, Estats Units   | Moqueta (i) | Ivan Lendl       | 6−7(4), 4−6, 1−6           |
| Finalista | 6.   | 27 de gener de 1986    | Filadèlfia, Estats Units           | Moqueta (i) | Ivan Lendl       | Renúncia                   |
| Guanyador | 2.   | 9 de juny de 1986      | Londres, Regne Unit                | Gespa       | Jimmy Connors    | 6−4, 2−1, retirada         |
| Guanyador | 3.   | 2 de febrer de 1987    | Filadèlfia                         | Moqueta (i) | John McEnroe     | 3−6, 6−1, 6−3, 6−1         |
| Guanyador | 4.   | 30 de març de 1987     | Chicago, Estats Units              | Moqueta (i) | David Pate       | 6−4, 6−2                   |
| Guanyador | 5.   | 12 d'octubre de 1987   | Tolosa, França                     | Moqueta (i) | Ricki Osterthun  | 6−2, 5−7, 6−4              |
| Guanyador | 6.   | 2 de novembre de 1987  | París, França                      | Moqueta (i) | Brad Gilbert     | 2−6, 6−3, 7−5, 6−7(5), 6−3 |
| Guanyador | 7.   | 9 de novembre de 1987  | Frankfurt, Alemanya Occidental     | Moqueta (i) | Andrés Gómez     | 7−6(6), 6−4                |
| Guanyador | 8.   | 22 de febrer de 1988   | Filadèlfia (2)                     | Moqueta (i) | John Fitzgerald  | 4−6, 6−2, 6−2, 6−3         |
| Guanyador | 9.   | 18 de juliol de 1988   | Schenectady, Estats Units          | Dura        | Johan Kriek      | 5−7, 6−3, 6−2              |
| Finalista | 7.   | 20 de setembre de 1988 | Jocs Olímpics, Seül, Corea del Sud | Dura        | Miloslav Mečíř   | 6−3, 2−6, 4−6, 2−6         |
| Guanyador | 10.  | 4 d'octubre de 1988    | Brisbane, Austràlia                | Dura (i)    | Marty Davis      | 6−4, 6−4                   |
| Guanyador | 11.  | 17 d'octubre de 1988   | Frankfurt (2)                      | Moqueta (i) | Leonardo Lavalle | 4−6, 6−4, 6−3              |
| Finalista | 8.   | 20 de febrer de 1989   | Filadèlfia                         | Moqueta (i) | Boris Becker     | 6−7(4), 1−6, 3−6           |
| Guanyador | 12.  | 24 de juliol de 1989   | Washington DC, Estats Units        | Dura        | Brad Gilbert     | 3−6, 6−4, 7−5              |
| Finalista | 9.   | 5 de febrer de 1990    | Milà, Itàlia                       | Moqueta (i) | Ivan Lendl       | 3−6, 2−6                   |
| Finalista | 10.  | 12 de febrer de 1990   | Toronto, Canadà                    | Moqueta (i) | Ivan Lendl       | 3−6, 0−6                   |
| Finalista | 11.  | 5 de novembre de 1990  | Moscou, Rússia                     | Moqueta (i) | Andrei Cherkasov | 2−6, 1−6                   |

### Dobles: 3 (1−2)
| Resultat  | Núm. | Data                | Torneig                        | Superfície  | Parella        | Oponents                      | Marcador      |
| --------- | ---- | ------------------- | ------------------------------ | ----------- | -------------- | ----------------------------- | ------------- |
| Finalista | 1.   | 10 de març de 1980  | Stuttgart, Alemanya Occidental | Dura (i)    | Larry Stefanki | Wojtek Fibak Tomáš Šmíd       | 4−6, 6−7      |
| Guanyador | 1.   | 19 de gener de 1981 | San Juan, Puerto Rico          | Dura        | Chris Mayotte  | Tim Gullikson Eliot Teltscher | 6−4, 7−6      |
| Finalista | 2.   | 29 de març de 1982  | Frankfurt, Alemanya Occidental | Moqueta (i) | Tony Giammalva | Steve Denton Mark Edmondson   | 7−6, 3−6, 3−6 |

## Trajectòria

### Individual
| Open d'Austràlia | A   | A   | 1R  | QF | 3R | SF | 2R | 4R | NC | A  | A  | A  | 1R | A   | A    | 0 / 7   | 15 − 7  |
| Roland Garros | A   | A   | A   | A  | 1R | 1R | 1R | A  | A  | A  | 2R | 2R | A  | A   | A    | 0 / 5   | 2 − 5   |
| Wimbledon | A   | A   | A   | QF | SF | QF | 4R | 4R | QF | 3R | QF | QF | 1R | 4R  | A    | 0 / 11  | 36 − 11 |
| US Open | A   | 1R  | 1R  | 3R | 2R | 1R | 4R | 4R | 1R | 2R | 3R | QF | 1R | 1R  | A    | 0 / 13  | 16 − 13 |
| Rànquing a final d'any | 436 | 420 | 171 | −  | 30 | 16 | 44 | 12 | 15 | 9  | 10 | 13 | 37 | 115 | 1097 | 340−203 | 340−203 |
| Llegenda: G: Guanyador; F: Finalista; SF: Semifinalista; QF: Quarts de final; Q: Qualificació; A: Absent; RR: Round Robin |     |     |     |    |    |    |    |    |    |    |    |    |    |     |      |         |         |